# 沃德鎮區 (阿肯色州洛諾克縣)
沃德鎮區（英語：Ward Township）是位於美國阿肯色州洛諾克縣的一個行政鎮區。

## 地方資料
沃德鎮區的面積為51.21平方千米，當中陸地面積為51.01平方千米，而水域面積為0.20平方千米。根據2010年美國人口普查的數據，當地共有人口4508人，而人口密度為每平方千米88.03人。